# Pepe Palanca
Pepe Palanca o El Divino Palanca, nacido como José Lebrón López (Marchena, provincia de Sevilla;  22 de diciembre de 1903 – Sevilla; 3 de septiembre de 1976) fue un cantaor de flamenco español.

## Biografía
Segundo hijo de su padre, nacido con un mes de diferencia de su ilustre paisano Pepe Marchena. Su apodo de "Palanca" fue herencia familiar por parte de su padre en referencia a su manera de caminar. José Lebrón López comenzó a hacer de cantaor en reuniones, tabernas y bares de la localidad mientras trabajó en la agricultura.
Conocido en el mundo del flamenco por sus personalísimos y fandanguillos que sería copiado por numerosos cantaores flamencos. Perteneció a la generación de flamencos que fue dejando atrás a artistas como a Antonio Chacón y Manuel Torre. En 1929, ya como artista muy popular en la época se presenta en el Teatro Circo Price, en Madrid ahora ya presentado como "El As más moderno o El divino Palanca, el renovador del fandanguillo".
Entre 1931 y 1933 graba un par de discos con los guitarristas Miguel Borrull y Manolo de Badajoz, para después enrolarse en la compañía de Angelillo, donde se encuentra con otros artistas flamencos como su paisano Pepe Marchena, Juanito Valderrama o Carmen Vargas entre otros, de esta manera empezó a codearse con los mejores artistas flamencos de la época.

## Descubriendo a nuevas generaciones
Fue conocido por ayudar y animar a jóvenes figuras a asentarse en el flamenco donde destacó a Juanito Valderrama.
Entre 1941 y 1942 acogió a Juanito Valderrama al que le enseñó el cante por fandangos hasta su vuelta a los escenarios en Madrid en el Monumental Cinema entre otros y durante los años de la postguerra se enroló en la Ópera Flamenca hasta finales de 1950-1960, momento en el que el cáncer empieza a aflorar.
En uno de sus frecuentes viajes coincidió en Córdoba con dos de las figuras más importantes de la siguiente generación de cantaores El Pele y Camarón de la Isla. Tras oírlos cantar, cuenta el lutier Juan Montero, coincidió en una tertulia flamenca con varios aficionados del arte jondo donde pudo apreciar la compañía de estas dos futuras estrellas del arte flamenco.

## Muerte
Durante sus últimos años vivió a caballo entre Marchena, Málaga y Lanjarón, intentado sobrevenir su enfermedad. Al cantaor, al igual que su paisano Pepe Marchena con el que vive vidas paralelas, le realizan un homenaje para mitigar su economía acuciada por el cáncer de vejiga. En el homenaje benéfico se presentan artistas como El Rerre de los Palacios, Antonio de Canillas, Juan de la Loma, El Perro de Paterna, Diego Clavel y Juanito Maravillas entre otros.
Después de diferentes intervenciones para alargar la vida, es enviado al hospital San Lázaro, donde falleció a las quince horas del 3 de septiembre de 1976. Tuvo una muerte serena, pero pronto le acompañaría su amigo Pepe Marchena que moriría pocos meses después también de cáncer el 4 de diciembre del mismo año.